# Jules Cardot
Jules Cardot (Stenay, 18 agosto 1860 – 22 novembre 1934) è stato un botanico francese, considerato, nel suo tempo, uno dei maggiori esperti al mondo sui muschi dell'Antartide.
La sua raccolta di campioni d'erbario ai suoi laboratori a Charleville fu pesantemente saccheggiato e danneggiato, durante la prima guerra mondiale. L'Accademia Francese delle Scienze ha assegnato il 1893 "Prix Montague" per Cardot per il suo lavoro su muschi e a Albert Gaillard (1858-1903) per il lavoro sui funghi. Cardot ha dato nome a 40 generi e 1200 specie.

## Opere principali
- Cardot, J. Nouvelle contribution à la flore bryologique des îles atlantiques. // Bull.Herb.Boissier.Sér.2., Geneva. Impr. Romanet. Vol. v (2). Feb. 1905